# Brigata d'assalto Dante Di Nanni
La Brigata d'assalto Dante Di Nanni conosciuta anche come Brigata Dante Di Nanni fu un'organizzazione terroristica di tipo comunista e operaista nata in Toscana nel 1976 poi confluita nelle Brigate Rosse nel 1979:  prende il nome da un operaio e partigiano torinese ucciso nel 1944 dai nazifascisti.

## Azioni armate ed idee
Il gruppo nacque da alcuni giovani toscani del Movimento Studentesco e dall'Autonomia operaia Toscana, che decise di passare alla lotta armata nel 1976 e commise vari attentati dinamitardi contro le sedi DC e MSI, contro alcune caserme di carabinieri e polizia oltre ad auto appartenute ad esponenti capitalisti e fascisti e all'auto della Procura della Repubblica di Lucca.
La prima azione venne fatta a Massa contro una caserma dei carabinieri il 3 febbraio del 1976, per poi passare ad un'altra caserma dei carabinieri vicino ad una base della NATO a Pisa. L'obbiettivo successivo fu la sede della DC a Ponte a Moriano in provincia di Lucca, poiché il partito di governo era considerato capitalista ed oppressore dei lavoratori. Anche la caserma della Polizia di Lucca, venne assalta con una bomba a mano il 18 aprile 1976. Venne poi assaltata sempre con una bomba a mano la sede del MSI di Barga in provincia di Lucca, poiché veniva considerato un partito che combatteva il comunismo e la rivoluzione proletaria secondo le tesi della Brigata. Dopo questo attentato passò con le Brigate Rosse nel 1979.